# Богомолець Олександра Олегівна
Богомолець Олександра Олегівна (нар. 11 травня 1958) — дитячий лікар-реаніматолог вищої категорії, волонтер обох Майданів, військовий лікар-волонтер, громадська діячка. За свою професійну, волонтерську та громадську діяльність нагороджена численними відзнаками народної пошани. Номінантка премії Євромайдан-SOS 2019.

## Родина
Народилася в лікарській родині. Онука президента Академії наук УРСР Олександра Богомольця.
Батько — Олег Олександрович Богомолець (1911—1991), доктор медичних наук, член-кореспондент АН УРСР.
Мати — Зоя В'ячеславівна Богомолець (Снєжкова) (1912—2000), наукова співробітниця Інституту органічної хімії АН УРСР, ведуча науково-популярних радіопрограм.
Сестра — Катерина Олегівна Богомолець (1939—2013), професорка кафедри патологічної анатомії Київського медичного інституту їм. О. О. Богомольця.

## Освіта та медична робота
Народилася в Києві 11 травня 1958 р. Навчалася в СШ № 51 (1965—1975). Вищу медичну освіту здобула в Київському медичному інституті. У 1981 р. закінчила педіатричний факультет, продовжила навчання в клінічній ординатурі Київського медичного інституту на кафедрі госпітальної педіатрії (1981—1983 рр.)
З першого курсу, впродовж усіх років навчання, працювала санітаркою, медичною сестрою та фельдшеркою-в.о. лікаря в лікарнях Києва (Олександрівська (Жовтнева) лікарня, Охматдит, Дитяча клінічна лікарня № 2) та на швидкій допомозі.
Лікарка клінічної ординатури в ДКБ№ 2 Києва та ординатор на кафедрі госпітальної педіатрії.
З 1983 року працювала дитячим реаніматологом відділення дитячої реанімації (дітей, до 20 кілограмів ваги) НДІ ССХ (нині — Національний інститут серцево-судинної хірургії ім. М. М. Амосова НАМН України) під керівництвом М. М. Амосова.

## Лікарсько-волонтерська діяльність на Майдані та під час російсько-української війни

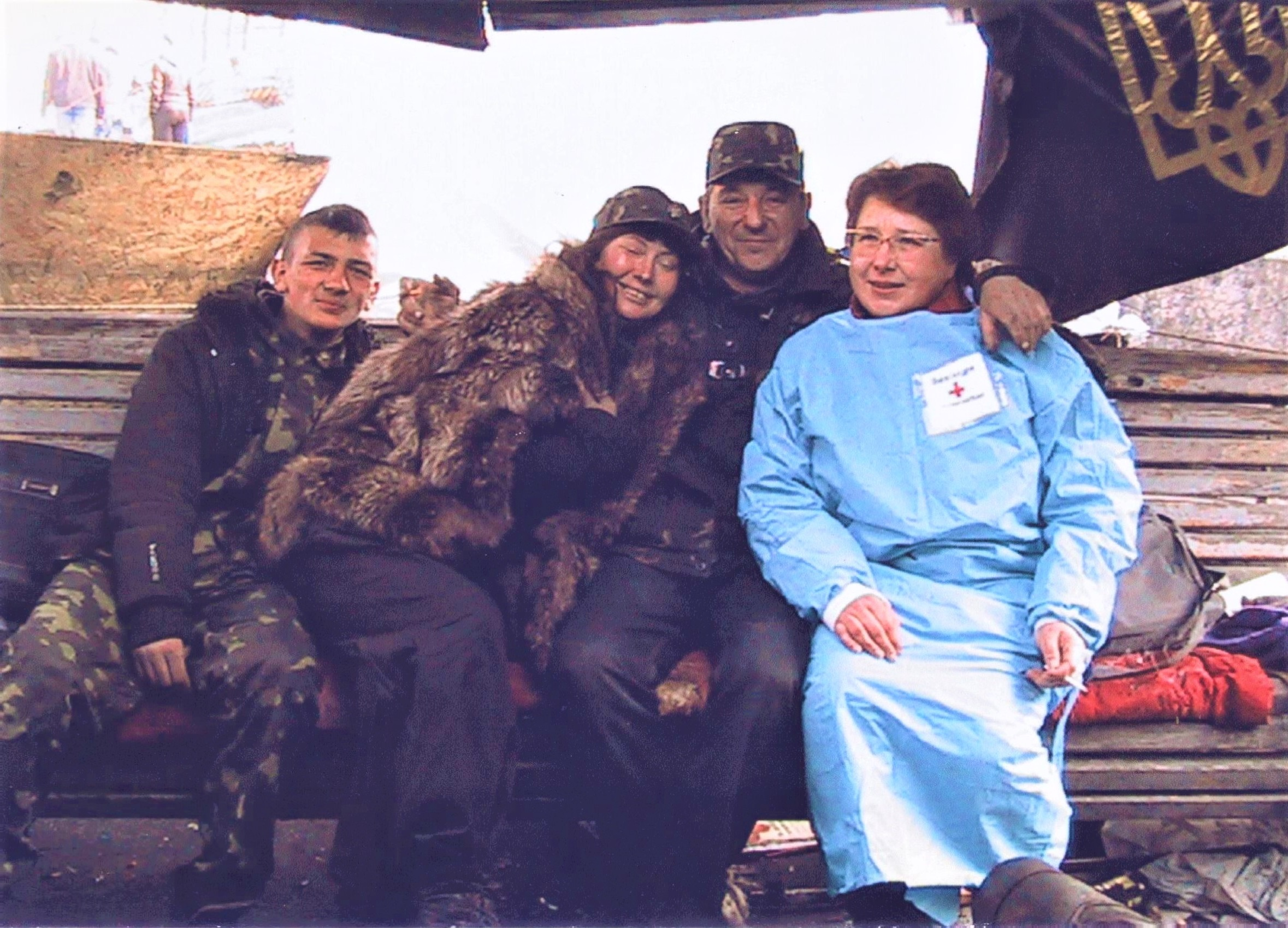
Олександра Богомолець разом із учасниками Революції Гідності (2014 р.)

Була лікарем обох Майданів (Помаранчевого та Євромайдану).
З початком Російсько-української війни в 2014 р. продовжила лікарську діяльність уже як військовий лікар-волонтер. Упродовж 2014—2019 рр. багато разів за викликом перебувала в зоні бойових дій Луганської та Донецької областей: привозила ліки та інші потрібні матеріали, надавала необхідну медичну, психологічну та гуманітарну допомогу й виконувала медичний супровід поранених. Допомагала вирішувати медичні та побутові проблеми бійців у Київському військовому шпиталі й після їхньої демобілізації.

## Громадська та волонтерська діяльність

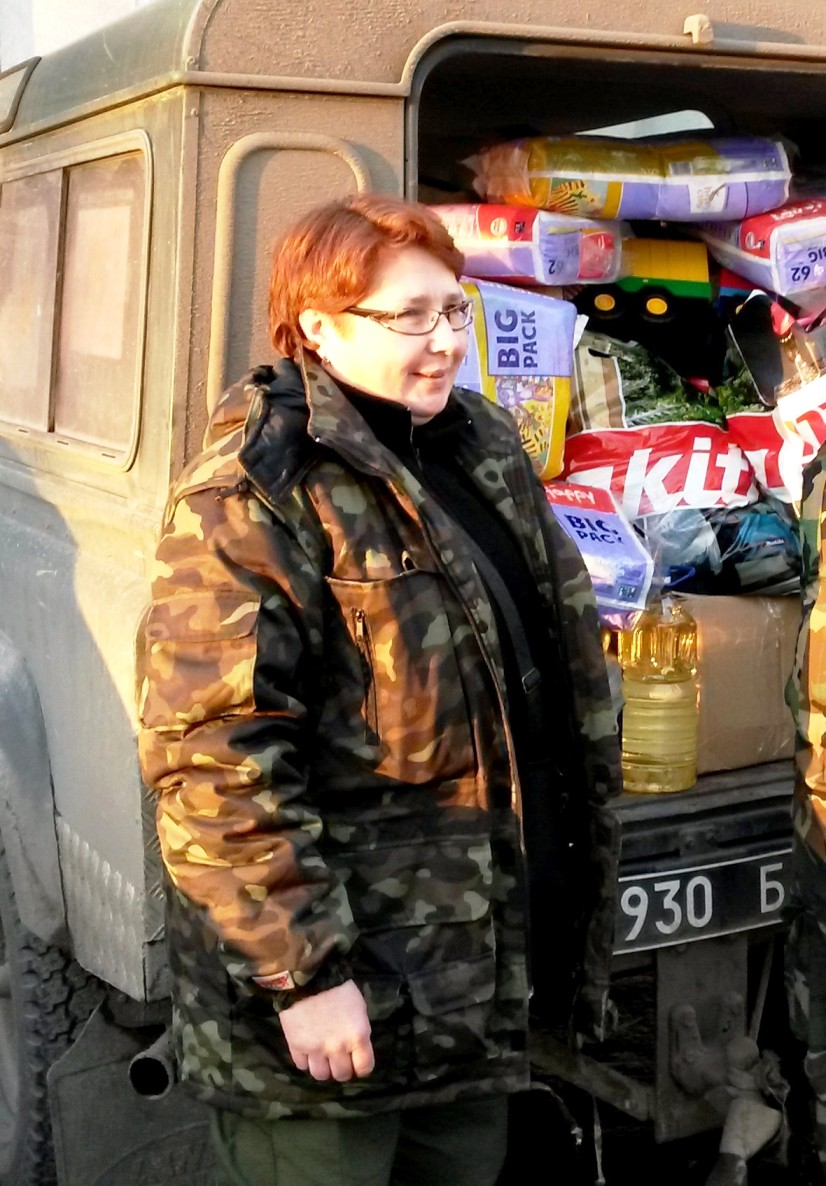
Олександра Богомолець під час поїздок як лікарки-волонтера в зону бойових дій (АТО)

Приблизно 30 років Олександра Богомолець успішно займається волонтерсько-громадською діяльністю, зокрема в Швейцарсько-Українській Асоціації допомоги дітям в дитячих будинках України. За цей час була проведена така робота:
- створено клінічну та біохімічну лабораторію в Одеському будинку дитини. Це дало можливість автономно здійснювати аналізи крові дітям з підозрою/хворим на СНІД, щоб уникати можливого перехресного зараження.
- На прохання іншого Одеського будинку дитини зроблено косметичний ремонт приміщення та замінено батареї опалення.
- Житомирський будинок дитини отримав спорядження та інвентар для спортивних занять та фізичної реабілітації дітей з ДЦП.
- Вирішено ряд гуманітарних питань щодо забезпечення дітей навчальними матеріалами, одягом, взуттям тощо.
- Дві програми стосувалися дітей-сиріт усієї України, як-то: вітамінізація два рази на рік від 3 до 16 років та організація багатоетапної хірургічної корекції вродженої ущелини верхньої губи та розщеплення піднебіння в клініці щелепно-лицьової  хірургії, кафедри хірургічної стоматології Національного медичного університету ім. О. О. Богомольця, завідувач — член-кор. НАМН України, д.м.н., проф. Харьков Л. В. За цією програмою було успішно виконано понад 100 надскладних реконструкцій облич у дітей-сиріт.

## Боротьба з незаконним будівництвом у столиці

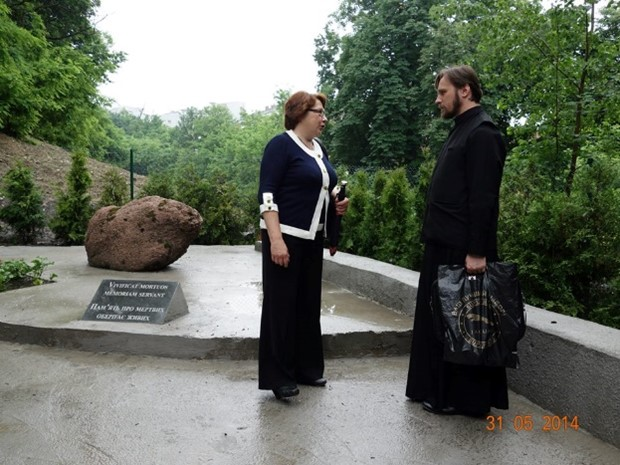
Олександра Богомолець разом із архімандритом Свято-Михайлівського Золотоверхого монастиря після освячення меморіалу (травень 2014 р.)

Упродовж багатьох років боролася з незаконними забудовами в місті Києві, зокрема, на території Олександрівської лікарні: після успішного завершення судових процесів, що тривали понад 10 років, за власний кошт було зведено пам'ятний Меморіал лікарям та загиблим від особливо небезпечних інфекційних хвороб з XIV до початку XX ст.

## Відзнаки та нагороди
За свою багаторічну професійну, волонтерську та громадську діяльність Олександра Богомолець нагороджена численними відзнаками Народної пошани:
1.     Нагрудний знак «Учасник Євромайдану» (24.04.2014).
2.     Пам'ятна медаль «ЗНАННЯ, ДУШУ, СЕРЦЕ — ЛЮДЯМ» (№ 377, наказ № 20-14 від 02.09.2014).
3.     Відзнака «ЗА МУЖНІСТЬ ТА МИЛОСЕРДЯ» (№ 007, наказ № 14 від 02.12.2014).
4.     Пам'ятна медаль «ЗА ГІДНІСТЬ ТА ПАТРІОТИЗМ» (№ 2058, ВО «КРАЇНА», наказ № 11 від 3.11.2015).
5.     Орден «ЗА РОЗБУДОВУ КРАЇНИ» (№ 074, ВО «КРАЇНА», наказ № 1 від 22.01.2016).
6.     Відзнака «ГІДНІСТЬ ТА ВОЛЯ» (№ 26, ВО «КРАЇНА», наказ № 6 м від 4.06.2016).
7.     Нагрудний знак «ВОЛОНТЕР УКРАЇНИ» (№ 324, ВО «КРАЇНА», наказ № 21 від 23.03.2017).

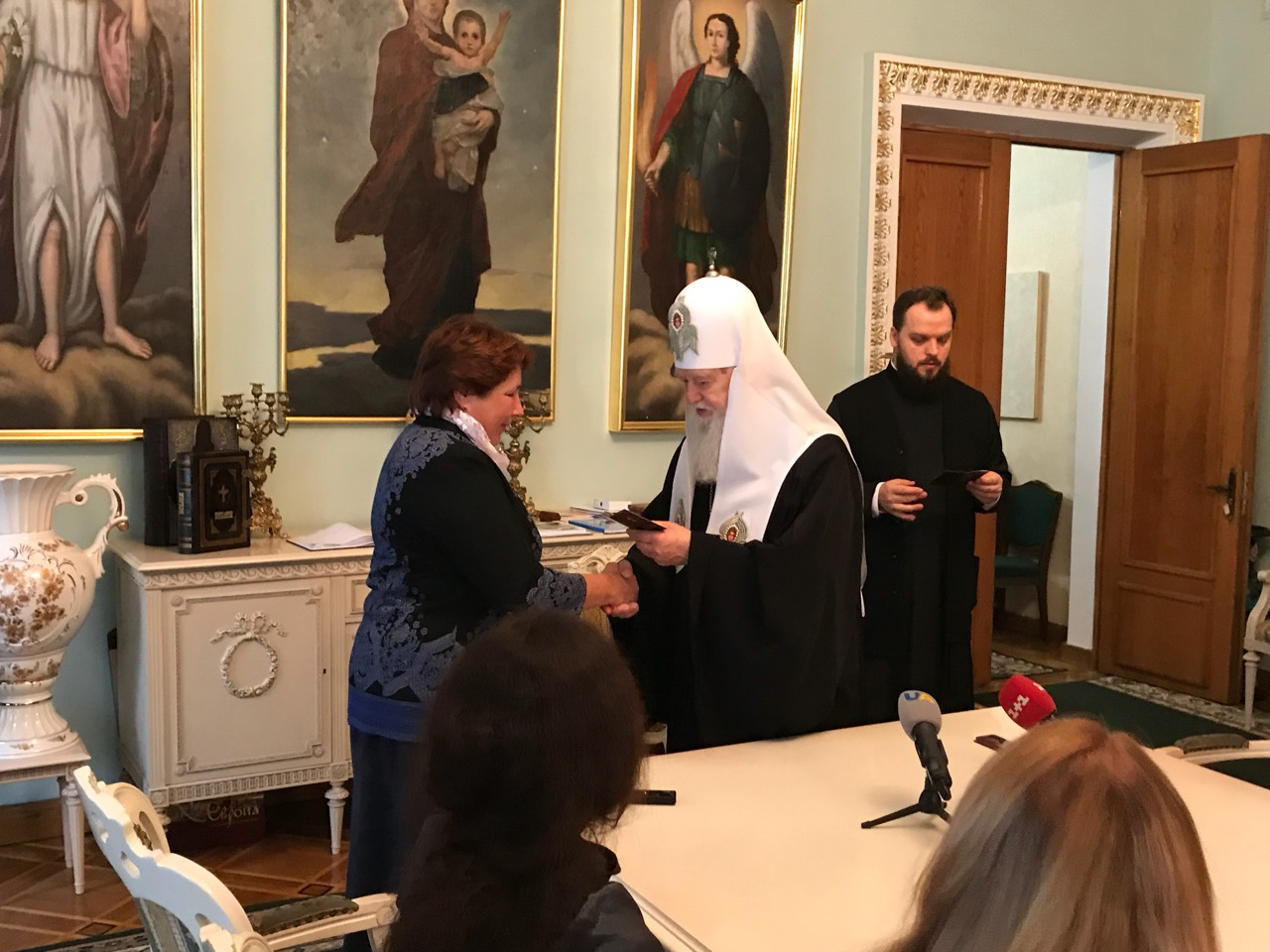
Патріарх Київський і всієї Руси-України Філарет вручає Олександрі Богомолець медаль «ЗА ЖЕРТОВНІСТЬ І ЛЮБОВ ДО УКРАЇНИ».

8.     Відзнака «ЗА ВРЯТОВАНІ ЖИТТЯ» (№ 001, ВО «КРАЇНА», наказ № 7 від 03.07.2017).
9.     Медаль «ЗА ЖЕРТОВНІСТЬ І ЛЮБОВ ДО УКРАЇНИ» (Патріарх Київський і всієї Руси-України Філарет, Указ Патріарха № 20031 від 25.09.2017).
10.   Відзнака «ЗА ЗАСЛУГИ» (№ 2646, Всеукраїнська громадська організація "Спілка ветеранів та працівників силових структур України «ЗВИТЯГА», наказ 11-17в від 05.12.2017).
11.   Орден «ЗІРКА СЛАВИ ТА ЗАСЛУГ» (№ 068, ВО «КРАЇНА», наказ № 6 від 01.06.2018).
12.   Медаль «ЗА МИЛОСЕРДЯ ТА ТУРБОТУ» (№ 001, ВО «КРАЇНА», наказ № 54 від 11.05.2018).
13. Відзнака номінантки премії Євромайдан-SOS 2019 (30.11.2019);
14. Орден «СИЛА МИЛОСЕРДЯ» (№ 544, ВО «КРАЇНА», наказ № 12 від 02.12.2019).
15. Грамота ветерансько-волонтерської спільноти «Федерація ГО учасників АТО Київщини» — За справжній патріотизм, за допомогу нашим захисникам, за безкорисливе та чуйне серце, за терпимість та терплячість, за любов до людей та титанічну працю на благо нашої рідної неньки України (12.12.2019);
16. Орден «СИЛА МИЛОСЕРДЯ» (№ 1000, ВО «КРАЇНА», наказ № 57 від 5.05.2023).